# Gloydius monticola
Gloydius monticola este o specie de șerpi din genul Gloydius, familia Viperidae, descrisă de Yehudah L. Werner în anul 1922. Conform Catalogue of Life specia Gloydius monticola nu are subspecii cunoscute.